# Jarosław Bieniuk
Jarosław Bieniuk (* 4. Juni 1979 in Danzig, Polen) ist ein ehemaliger polnischer Fußballspieler.

## Vereinskarriere
Bieniuk begann seine Karriere als Fußballer beim polnischen Verein Ogniwo Sopot, wo er bis zu seinem 16. Lebensjahr spielte. Von dort aus wechselte er zu Lechia Gdańsk, wo er in der 2. und 3. Liga spielte. 1998 wechselte er zu Amica Wronki in die Ekstraklasa, die höchste polnische Spielklasse. Hier spielte er insgesamt acht Spielzeiten und absolvierte in dieser Zeit 153 Spiele und erzielte zehn Tore. 2006 wechselte er in die Türkei zu Antalyaspor. Hier war er zweieinhalb Jahre lang Stammspieler. Nach einem kurzen Engagement ab dem Oktober 2008 bei Omonia Nikosia, wo er jedoch zu keinem Einsatz kam, spielte er ab Februar 2009 in der 2. polnischen Liga für Widzew Łódź, die als Aufstiegskandidat gelten. Nach dem Aufstieg 2010 spielt er wieder in der Ekstraklasa. Zur Saison 2012/13 wechselte er zum Ligakonkurrenten Lechia Gdańsk. Bei seinem Karriereende 2018 war er für AS Pomorze Sopot aktiv.

## Nationalmannschaft
Auch für die polnische Nationalmannschaft war Bieniuk bereits im Einsatz. Nach seinem Debüt gegen die Mazedonische Fußballnationalmannschaft am 14. Februar 2003 bestritt er bislang sieben weitere Länderspiele und erzielte ein Tor. Seit Oktober 2009 wurde er nicht mehr nominiert.

## Erfolge
- Polnischer Pokalsieger (1998, 1999 und 2000)
- Polnischer Superpokalsieger (1998 und 1999)

## Privates
Jarosław Bieniuk war mit der polnischen Schauspielerin Anna Przybylska liiert und hat eine Tochter und zwei Söhne. Anna Przybylska starb am 5. Oktober 2014 an den Folgen eines Bauchspeicheldrüsentumors.